# Acanthamoeba castellanii mamavirus
Acanthamoeba castellanii mamavirus (AcMV oder ACMV, AMaV oder ACMaV, kurz Mamavirus) ist ein Stamm großer und komplexer dsDNA-Riesenviren aus der Familie Mimiviridae, Gattung Mimivirus.
Früher als eigene Spezies (Art) angesehen, so hat das International Committee on Taxonomy of Viruses (ICTV) im April 2023 dieses Virus in die Spezies Mimivirus bradfordmassiliense (Acanthamoeba-polyphaga-Mimivirus, ApMV) klassifiziert.
Zusammen mit anderen Riesenviren, insbesondere aus der Familie Mimiviridae gehört das AcMV zum Phylum Nucleocytoviricota (veraltet Nucleocytoplasmic large DNA viruses, NCLDV).
Das Virus ist außergewöhnlich groß, sogar größer als viele Bakterien.
AcMV wurde zwar ursprünglich aus Wirten der Amöben-Spezies Acanthamoeba polyphaga isoliert, aber nachfolgenden Arbeiten befassten sich mit Acanthamoeba castellanii als Wirt, daher resultiert die volle Bezeichnung Acanthamoeba castellanii mamavirus (AcMV oder ACMV). 
Als Mamaviren werden informell im weiteren Sinn Viren des Phylums Nucleocytoviricota, die in der von ihnen in der Wirtszelle (dem zellulären Wirt) erzeugten Virusfabrik (englisch virus factory) von einem Virophagen parasitiert werden. Mamaviren sind daher eine spezielle Form von Helferviren („virale Wirte“), während Virophagen im Prinzip spezielle große Satellitenviren darstellen (s. u.). Dieses Phänomen wurde erstmals bei AcMV beobachtet.

## Entdeckung
Die Erstveröffentlichung über AcMV erfolgte im September 2008. Wie der erstmals 1992 isolierte Referenzstamm ApMV der Spezies Mimivirus bradfordmassiliense wurde auch AcMV in einem Kühlturm aus einer Amöbe isoliert. Die Viren der Familie Mimiviridae werden von Bakterienfiltern zusammen mit den Bakterien zurückgehalten, ein Grund warum der Referenzstamm (das erste gefundene Mimivirus) zunächst für ein Bakterium (mit ursprünglichen Gattungsnamen „Bradfordcoccus“)  gehalten wurde. 
Erst die Elektronenmikroskopie zeigte später, dass es sich um ein Virus mit ikosaedrischen Virionen (Viruspartikeln) handelt, ähnlich den Viren der Familie Iridoviridae, die zum gleichen Phylum der NCLDVs gehören. Dies ebnete dann den Weg für die Entdeckung von AcMV, da man jetzt wusste wo und wie nach solchen Riesenviren zu suchen ist.

## Aufbau und Genom
AcMV ist wie andere Viren der Familie Mimiviridae von ikosaedrischer Symmetrie mit einem Kernkapsid und einer peripheren Faserschicht.
Es enthält ein lineares doppelsträngiges DNA-Genom mit einer für NCLDVs charakteristischen sehr hohen Codierungsdichte. Die Mimiviridae zeigen Genverdopplungen, und ein größerer Teil des Genoms ist mit Funktionen verbunden, die zuvor nie in einem Virus gefunden wurden. Das Genom hat insgesamt eine Länge von 1.191.693 bp (Basenpaaren) und kodiert vorhergesagt 997 Proteine, der GC-Gehalt liegt bei 23 %.

## Vermehrungszyklus
AcMV besitzt eine eigene Transkriptionsmaschinerie und verpackt Transkriptionsproteine in seinen Viruspartikeln (Virionen).
Es wird angenommen, dass die Transkription in den Zellkernen der Wirtszelle stattfindet.
Der Kern setzt virale DNA frei und bildet eine zytoplasmatische Replikationsfabrik (englisch virus factory), in der die DNA-Replikation beginnt und die Transkription weiterer nachfolgender Gene stattfindet.
Die Replikationsfabrik dehnt sich aus, bis sie einen großen Teil des Amöbenvolumens einnimmt.
Spätere Stadien des Replikationszyklus umfassen teilweise zusammengesetzte Prokapside (Kapsid-Vorläufer), die einer DNA-Verpackung (englisch DNA packaging) unterzogen werden.

## Systematik
In der Mimiviridae-Gruppe I wurden bis zur Entdeckung von Tupanvirus alle Vertreter der Gattung Mimivirus zugeschrieben.
Das International Committee on Taxonomy of Viruses (ICTV) hat mit Stand April 2023 die Taxonomie der Ordnung Imitervirales überarbeitet. 
Mit dieser Reorganisation hat das ICTV die Gattungen Moumouvirus und Megavirus von Mimivirus abgetrennt.
Nach dieser Neuordnung und dem zugrundeliegenden Vorschlag von Aylward et al. (2021) ist die Systematik von AcMV wie folgt:
Phylum Nucleocytoviricota, Klasse Megaviricetes, Ordnung Imitervirales
- Familie Mimiviridae
  - Unterfamilie Megamimivirinae[4] inkl. Gattung Mimivirus (früher Mimiviridae Gruppe I)
    - Gattung Mimivirus (früher „Linie A“, Mimiviren im engeren Sinn) 
      - Spezies Mimivirus bradfordmassiliense (Acanthamoeba-polyphaga Mimivirus)
        - Acanthamoeba polyphaga mimivirus M1 (Referenzstamm, Wildtyp)[14]
        - Acanthamoeba castellanii mamavirus Hal-V
        - „Acanthamoeba castellanii mamavirus MAMA_R546“,[15][A. 1]

    - Gattung Moumouvirus  (früher „Linie B“, mit Acanthamoeba polyphaga moumouvirus)
    - Gattung Megavirus  (früher „Linie C“, mit Megavirus chilensis, und Megavirus courdo11)
    - Gattung Tupanvirus
    - Gattung Cotonvirus

Mit etwas Verzögerung hat das ICTV entsprechend dem Vorschlag von Aylward et al. (2021) Gattung Mimivirus selbst ebenfalls der Unterfamilie Megamimivirinae zugeordnet, und ist nicht anderen Vorschlägen gefolgt.
Das National Center for Biotechnology Information (NCBI) kennt neben AcMV noch die weitere Mamaviren-Spezies „Mamavirus AC-2012“, gefunden in Frankreich 2005. Deren Klassifikation innerhalb der Mimiviridae scheint ungeklärt (Stand 5. Mai 2023). Es könnte sich daher um einen Schwesterstamm von AcMV handeln oder um eines der Mamaviren im weiteren Sinn.

### Anmerkung
1. ↑  Fundort: Wasser aus einem Kühlturm, Les Halles, Paris, Frankreich

## Sputnik-Virophage
Waren die Mimiviridae selbst schon eine Überraschung, so wartete das Mamavirus AcMV mit einer noch größeren Überraschung auf.
Unter dem Elektronenmikroskop entdeckte beim Betrachten des neben AcMV ein zweites kleines Virus, das eng mit diesem assoziiert ist und den Namen Sputnik-Virophage trägt. Es hat sich als ein (vergleichsweise großes) Satellitenvirus herausgestellt.
Sputnik-1 enthält 21 Gene, ist – im Vergleich zum AcMV – winzig, sein Vorhandensein hat aber sehr große Auswirkungen auf dieses.
Sputnik kann sich selbst nicht in den Acanthamöbenzellen replizieren, wenn diese nicht gleichzeitig mit AcMV (oder dem ursprünglichen Mimivirus-Stamm ApMV M1) infiziert werden.
Es infiziert die von diesen Mimiviridae erzeugte Virusfabrik, und kapert sie, um sein eigenes Genom zu replizieren.
Dies führt dazu, dass das Mimiviridae-Virus (das Mamavirus) weniger seiner Virionen produziert, die zudem oft deformiert und weniger wirksam sind.
Es gibt auch Hinweise auf eine teilweise Verdickung des Kapsids.
Diese Auswirkungen legen nahe, dass es sich um einen viralen Parasiten handelt, so dass Sputnik-1 als erster Vertreter der so genannten „Virophagen“ identifiziert wurde.
Ein Virophage ist wie ein Bakterienvirus (Bakteriophage), welches das Bakterien infiziert und krank macht; Virophagen infizieren stattdessen Viren.
Sputnik enthält eine zirkuläre doppelsträngige DNA mit einer Größe von 18.343 bp und hat ebenfalls eine ikosaedrische Form.
Von den 21 enthaltenen Genen kodieren acht Proteine, die Homologe aufweisen: Von diesen acht Genen stammen vermutlich drei von AcMV oder ApMV M1, d. h. von der Spezies Mimivirus bradfordmassiliense.
Dies weist darauf hin, dass Sputnik an Gentransferprozessen teilnehmen kann und daher in der Lage ist, lateralen Gentransfer (LGT) zwischen Riesenviren zu vermitteln.

## Schlussfolgerungen
Das Mamavirus AcMV hat Wissenschaftler veranlasst, die Kriterien des Lebens zu überprüfen. Sie beleben so die Debatte über die Ursprünge von DNA-Viren und ihre mögliche Rolle bei der Entstehung des eukaryotischen Zellkerns (siehe Eozyten-Hypothese).